# Acqueville, Calvados
Acqueville là một xã ở tỉnh Calvados, thuộc vùng Normandie ở tây bắc nước Pháp.